# Nanisme
Pour les articles homonymes, voir nain.

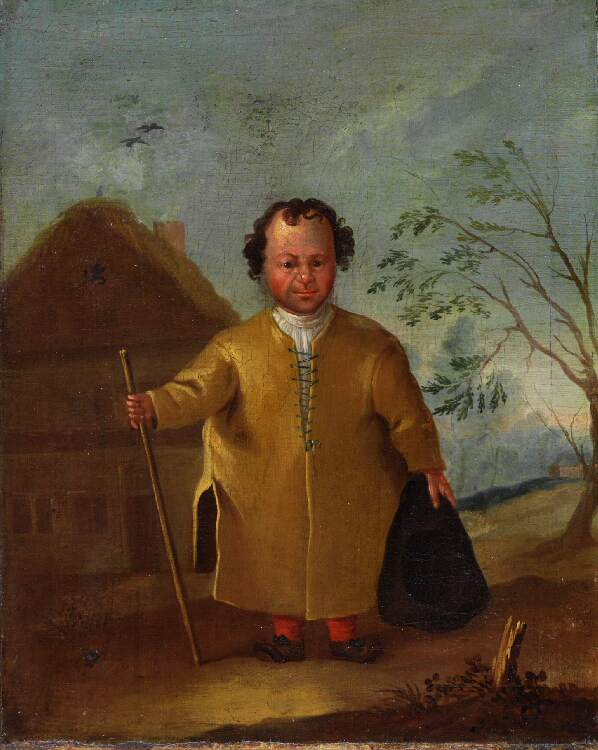
Leatherjack, un célèbre nain anglais du XVIII, dont l'anatomiste écossais William Hunter conservait le squelette.

Le nanisme est une condition caractérisée par une très petite taille chez un être vivant (végétal ou animal). Il résulte d'un ralentissement ou d'un trouble de la croissance lié à une condition héréditaire ou accidentelle (maladie, carence, environnement).
Les animaux et les plantes ayant un nanisme sont généralement désignés comme « nains ». Les êtres humains atteints de nanisme sont désignés comme nains.

## Étymologie et sens
Le terme « nanisme » apparaît vers la fin du XIXe siècle et il est un dérivé de « nain » avec le suffixe « -isme ».
Le terme « nain » est issu du latin nanus, lui-même forgé à partir du grec νάνος (nanos), signifiant « petit ». La notion de petite taille est donc présente dès le départ dans l’étymologie romane. Avec le temps, la forme latine nanus est devenue « nain » [nɛ̃] en français. Son orthographe actuelle résulte de la prononciation [n͜aɪn], telle qu’elle existait en toute probabilité en proto-français, entre les VIIe et Xe siècles. L'une des premières attestations du mot « nain » en français écrit est cependant plus tardive, et figure dans Érec et Énide par Chrétien de Troyes, vers 1160, texte dans lequel il désigne une créature surnaturelle.
En français moderne, comme dans d'autres langues (anglais notamment), le même terme « nain » désigne les êtres réels présentant un nanisme et la créature des croyances populaires, ce qui entraîne parfois une confusion de sens ou la vision des personnes naines comme représentantes vivantes des mythes anciens.

## Présentation générale

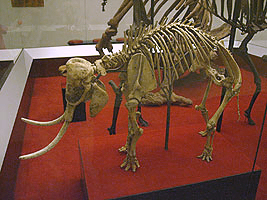
Squelette d'un éléphant nain de Crète, exemple de nanisme insulaire.

Le nanisme caractérise un ralentissement de la croissance ou une réduction de taille d'un individu ou des individus d'une espèce.
Le nanisme se définit par rapport à une référence telle que la taille moyenne au sein de l'espèce ou sous-espèce (végétale, animale) ou bien pour les êtres humains par rapport à l'espèce, une ethnie[à définir] ou un groupe donné.

### Nanisme adaptatif
Quand il concerne toute une espèce, un groupe d'espèces ou l'ensemble de la faune d'une région biogéographique, le nanisme peut être une adaptation au contexte biogéographique, et en général à un stress climatique ou à un phénomène d'insularisation.
- Du plancton « lilliputien »[7] aux arbres en passant par les mammifères, les reptiles et de nombreuses autres espèces, de nombreux exemples de période de nanification de groupes d'espèces ou de la majorité de la faune et de la flore de vastes régions ou de continents sont connus des paléontologues. Cette nanification adaptative est apparemment une réponse de l'évolution à des facteurs de stress hydrique, à une modification de saisonnalité et/ou à une modification durable (de quelques centaines de milliers d'années à des millions d'années) de la pluviométrie liés à des périodes de glaciation ou au contraire d'important réchauffement climatique. Une diminution du taux d'oxygène peut aussi être en cause[8].
- Le nanisme insulaire[9] désigne les conditions et processus de réduction de taille de grands animaux sur un certain nombre de générations, quand leur population est limitée par une aire de vie (ou un volume habitable) qui diminue (principalement des îles, ou des lacs ou mer fermées s'asséchant). Ce processus naturel d'adaptation à l'environnement s'est réalisé de nombreuses fois au cours de l'histoire de l'évolution, avec par exemple des dinosaures (l'Europasaurus), ou bien des animaux modernes (l'éléphant nain). Ce processus peut advenir non seulement sur des îles, mais également dans des situations où l'écosystème est isolé de ressources et individus extérieurs. Ceci peut inclure des souterrains, des oasis au milieu du désert, des vallées ou montagnes isolées.

### Nanisme provoqué ou contrôlé
Le nanisme peut correspondre à un processus intentionnel de sélection par des éleveurs ou cultivateurs (nanification).
Des plantes ou animaux sont alors sélectionnés et croisés afin d'obtenir de nouveaux sujets plus petits que la norme au sein de l'espèce. Ce processus peut désormais aussi faire appel au génie génétique ou à une manipulation nutritionnelle et/ou hormonale.

### Nanisme multiple, ou double nanisme
Dans de rares cas, une personne peut hériter deux ou plusieurs mutations différentes de nanisme, comme l'achondroplasie et la pseudo-achondroplasie. Le pronostic vital à la naissance est beaucoup plus engagé qu'un type singulier de nanisme et la croissance peut entraîner de multiples problèmes de santé graves, mais il est possible que la personne puisse grandir dans des conditions relativement normales. Ces cas sont si rares que les statistiques sont encore insuffisantes pour réellement confirmer des données détaillées sur un profil de nanisme multiple. Le double nanisme a plus de chance de se développer lorsque deux personnes possédant différents types de nanisme se reproduisent. Le cas le plus récent a été documenté en 2014.

## Nanisme chez les plantes

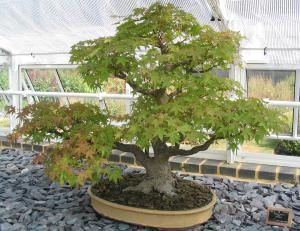
Un érable palmé, arbre nanifié par l'intervention humaine (bonsaï).

Chez les végétaux, le nanisme peut être causée par une haute altitude ou des conditions climatiques sévères.
Dans la culture des arbres nains (bonsaï ou penjing), un plant d'arbre ou d'arbuste (normal) est miniaturisé et modelé par l'homme au moyen de différentes techniques : coupe de la cime (bourgeons apicaux), régulation des apports nutritifs (eau, dosage des engrais minéraux et organiques), coupe régulière des racines et branches. Les feuilles (ou aiguilles des conifères) des arbres sont également nanifiées (miniaturisées) par différentes techniques, notamment des défoliations partielles ou complètes, le pinçage (coupe de bourgeons terminaux ou chandelles), un contrôle des conditions d'ensoleillement et un faible apport d'azote. Les fleurs et les fruits de ces arbres nains sont de taille relativement normale.

## Nanisme chez les animaux

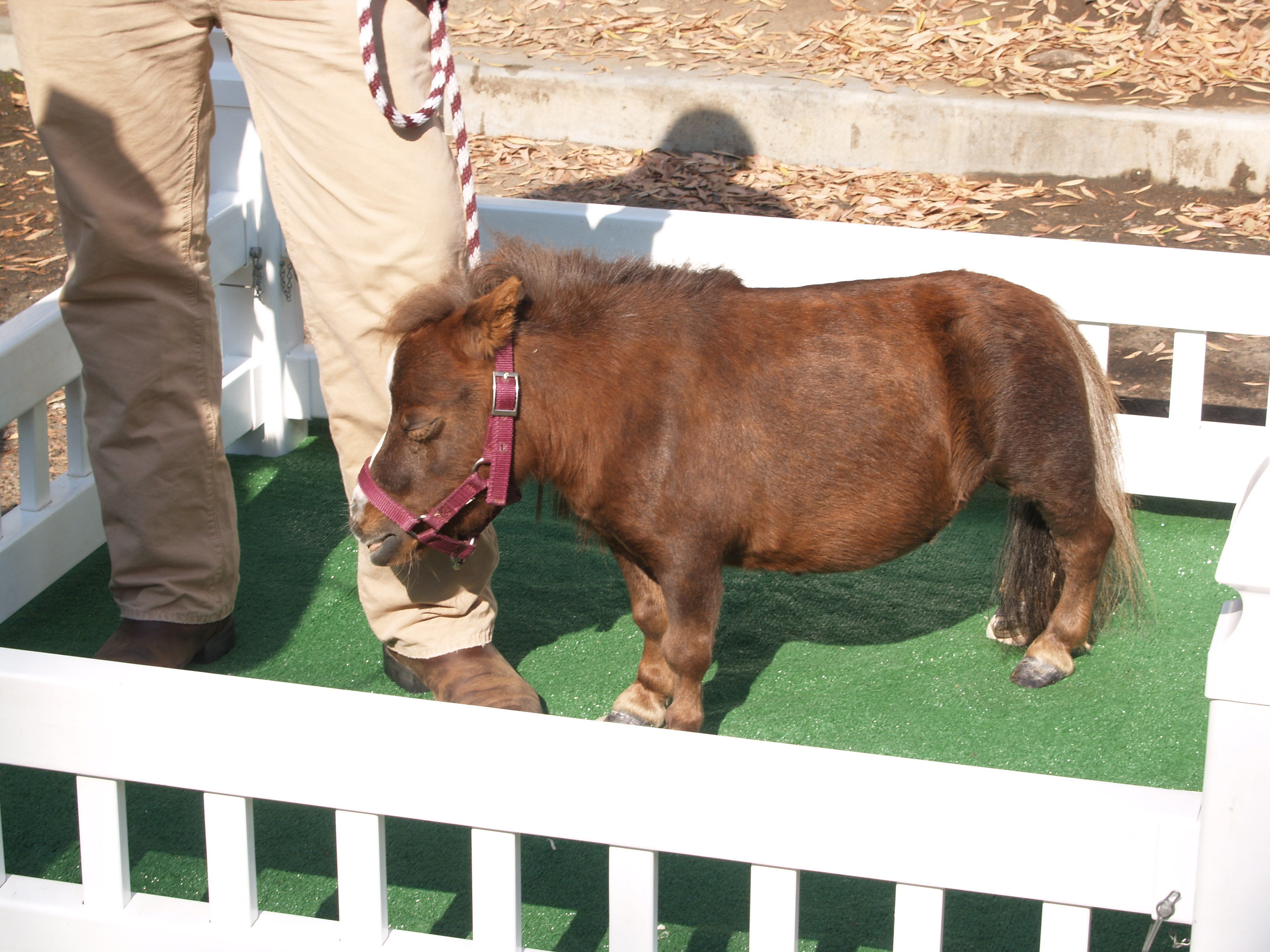
Thumbelina, un cheval miniature américain.

Les nanismes peuvent être classés selon leur étiologie, mais, s'agissant d'un syndrome morphologique visible, on peut aussi les classer selon les dysmorphies engendrées. Ce sont des anomalies rares dans le monde animal chez les espèces sauvages, et un peu moins rares chez les animaux domestiques.
Le nanisme est une caractéristique que des éleveurs ont parfois cherché à sélectionner, pour produire des animaux de compagnie de petite taille.
Le nanisme chez l'animal est décrit dès l'Antiquité (Aristote). Durant le Moyen Âge, des traités d'hippiatrie (soins des chevaux) classent le nanisme et le gigantisme parmi les troubles de la croissance, malgré l'absence de connaissances anatomiques, et avec une notion confuse de « faux-pas » de la nature.
Les premières expérimentations scientifiques sont réalisées au XIXe siècle :

« Ces raisons sont corroborées par les expériences d'Isidore Geoffroy Saint-Hilaire et de Dareste. Le premier produisit des poulets nains [en] secouant des œufs de poule dans le sens de l'axe ; le second a constaté qu'une surélévation de température pendant l'incubation tend à diminuer la taille des poussins. »

— Léonce Manouvrier, 1896

## Nanisme chez l'être humain

### Terminologie
Historiquement, dans la langue française courante et savante, la personne atteinte de nanisme était désignée par le terme « nain » (féminin « naine »), « homme nain » ou « personne naine », souvent perçu comme péjoratif. Dans la langue populaire et avec un sens parfois dépréciatif, la personne était aussi désignée d'après les créatures fantastiques de petite taille, telles que gnome, lutin ou lilliputien. Les termes « lilliputien » ou « nain harmonieux » étaient utilisés pour désigner la personne atteinte d'un nanisme dit proportionnel (aussi désignée comme « nain hypophysaire »).
Au moins depuis 1968, la majorité des associations de personnes concernées (États-Unis, Québec, France...) militent pour une désignation par « personnes de petite taille ». Ce choix terminologique souligne la définition comme des individus (et non une réduction à la taille), pour distinguer ces personnes bien réelles des stéréotypes rattachés aux nains mythologiques et fantastiques. La  spécialiste en esthétique de l'image Carole Wrona souligne la différence de perception et de regard entre ces deux expressions, et définit la notion de « nain » comme étant « tout ce qui a été projeté sur les personnes de petite taille ».

### Approche médicale

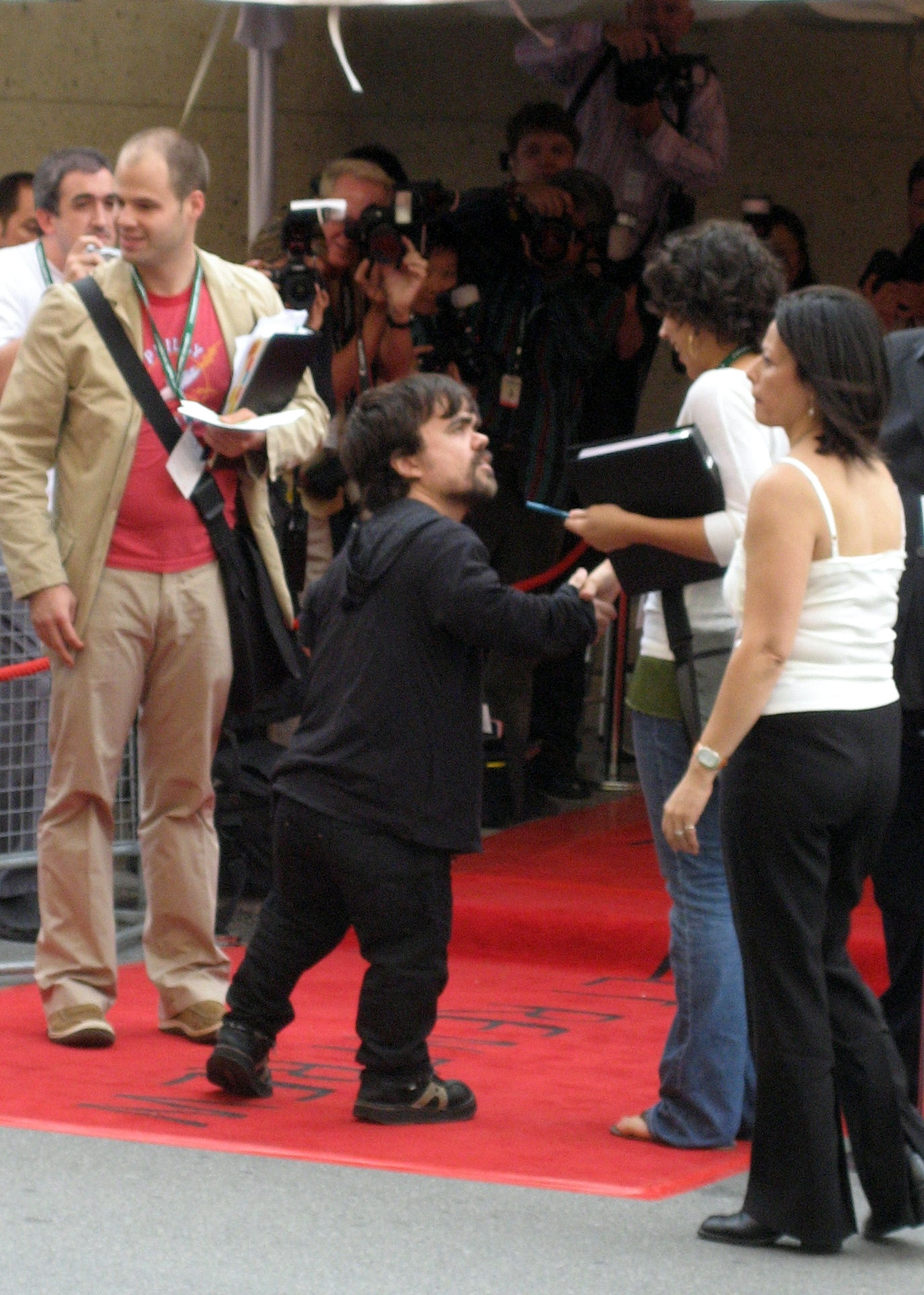
L'acteur Peter Dinklage, atteint d'achondroplasie, mesure 1.35 m.

En médecine, le nanisme désigne une insuffisance de croissance (inférieure de plus de 20 % à la taille moyenne[réf. à confirmer]). Selon l'Association des personnes de petite taille du Québec, la taille moyenne d’une personne présentant un nanisme (au Québec) serait d’environ 1,30 m (4′ 3″).[source insuffisante].
Les formes de nanisme chez l'homme sont variées. Il est commun de distinguer des nanismes dits « proportionnels », souvent liées à l'ethnie, un déficit hormonal ou nutritionnel et dans lequel l'ossature de l'individu a les mêmes proportions que la moyenne, et des nanismes dits « disproportionnels » liées généralement à des anomalies osseuses constitutionnelles.
Les causes du nanisme sont variées. Il en existerait plusieurs centaines : parents de petite taille, maladie héréditaire, carences nutritionnelles, problèmes hormonaux, trisomie 21, maladies orphelines... Les quatre causes les plus communes de nanisme seraient l'achondroplasie, le syndrome de Turner, le dysfonctionnement pituitaire, et les carences émotionnelles ou physiques.

### Histoire
Les considérations à l'égard des nains dans la société ont varié selon les époques et les cultures. Jusqu'au XIXe siècle, elles ont été principalement rattachées aux considérations générales sur les « monstres » humains (au sens de personnes présentant des malformations). Économiquement, ils pouvaient être employés dans l'industrie minière et cette activité transparaît d'ailleurs souvent dans les mythes les concernant, par exemple à travers la figure du Bergleute.

#### Préhistoire
La plus ancienne trace archéologique d'un nain est un squelette vieux de 11 000 ans, découvert en Italie.
Dans l'actuelle Roumanie, le squelette d'une femme atteinte de nanisme a été retrouvé. Cette femme appartenait à la civilisation de Gumelnitsa (en), l'une des principales cultures de la fin du Néolithique européen au quatrième millénaire avant notre ère. Des éléments permettent aux archéologues de conclure que cette femme a bénéficié durant sa vie de l'aide d'autres personnes.

#### Antiquité

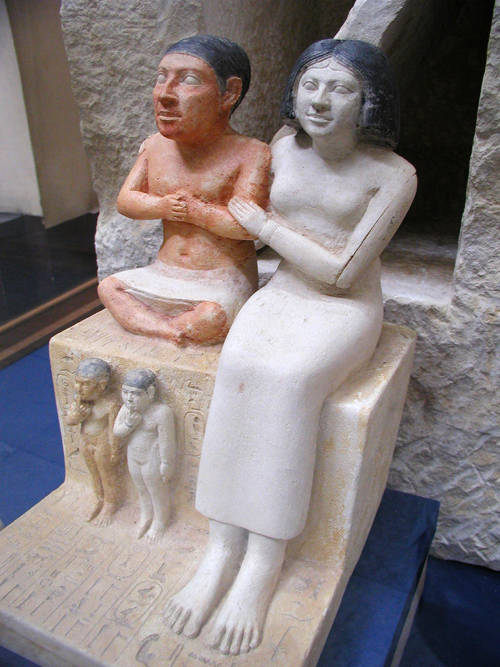
Statue de Seneb (et son épouse), haut fonctionnaire de l'Ancien Empire.

Durant l'Antiquité, les nains sont déjà décrits. Ils incarnent souvent l'échec de la création : selon les cultures, ils sont craints ou révérés.
Dans la mythologie de l'Égypte antique, le nanisme était une caractéristique des hommes et de certains dieux, à l'exemple des divinités naines Bès et Ptah-Patèque. Dès l'Ancien Empire, les nains semblent avoir été estimés dans la société, ou avoir été l'objet de la convoitise des pharaons. Dès l'Ancien Empire, de nombreuses représentations rattachent les nains à l'artisanat de l'orfèvrerie, pour des raisons inconnues. Un certain nombre de nains obtinrent aussi des fonctions influentes ou prestigieuses et furent enterrés à proximité des souverains royaux. Pour exemple, Seneb était un haut fonctionnaire royal influent vers -2520, détenteur de plusieurs titres, responsable notamment de l'intendance, des transports royaux et de cérémonies de culte.

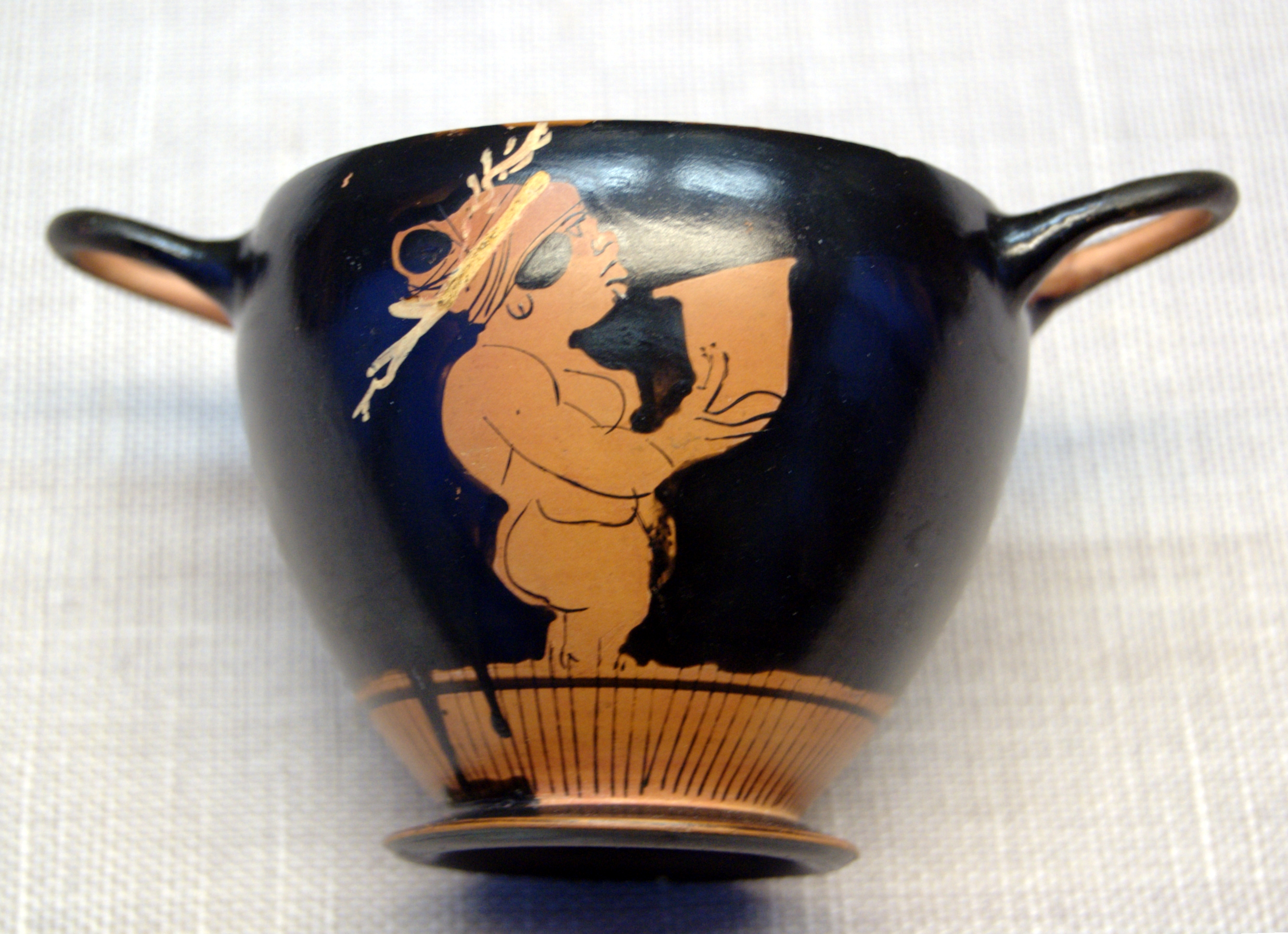
Femme de petite taille sur un vase grec (vers -430).

Dans la Grèce antique, les difformités corporelles sont très rares chez les dieux, mais l'imposante statue d'une divinité royale naine a été trouvée à Amathonte (Chypre), liée à un culte archaïque et associée aux richesses du minerai métallifère de l'île. Des nains seraient représentés sur des vases. Dans ses analyses physiologiques, le philosophe Aristote considère une maladie de la mère durant la grossesse ou un accident affectant un fœtus quelconque, comme causes des difformités et du nanisme dans l'espèce humaine. Plutarque rapporte l'existence d'un marché aux monstres (teraton agora), où ces individus sont vendus pour des sommes colossales.
Tite-Live, Sénèque et Justinien affirment (sans preuve) que l'infanticide des monstres aurait été courant dans la Perse antique. De même chez les Gaulois, selon plusieurs auteurs latins. Dans la Grèce et la Rome antique, les mères qui enfantent des monstres auraient souvent été lapidées. À Rome, la Loi des Douze Tables autorisait l'infanticide des monstres et étendait ainsi le pouvoir paternel et la tendance romaine aux pratiques de sacrifice.
Dans la Rome antique, les riches familles s'entourent de nains. Ceux-ci deviennent si convoités et précieux que durant le Bas-Empire, certains marchands « fabriquent » des nains par différentes méthodes cruelles (alimentation insuffisante, enfermement d'enfants dans des boites...). À Rome, l'empereur Héliogabale possède une troupe de gladiateurs nains qui se battent dans l'arène.

#### Civilisations précolombiennes
Sur le continent d'Amérique, dans la civilisation maya (disparue au XVe siècle), les nains étaient des personnes importantes. En raison de leur aspect particulier, ils étaient souvent vénérés et comparés aux dieux, et ils exerçaient des fonctions importantes et privilégiées dans la société, notamment dans les pratiques de culte. À l'inverse, chez les Aztèques (XIVe au XVIe siècle), les nains étaient rejetés hors de la société ou bien mis à mort lors de sacrifices religieux.

#### Moyen Âge et Renaissance en Europe

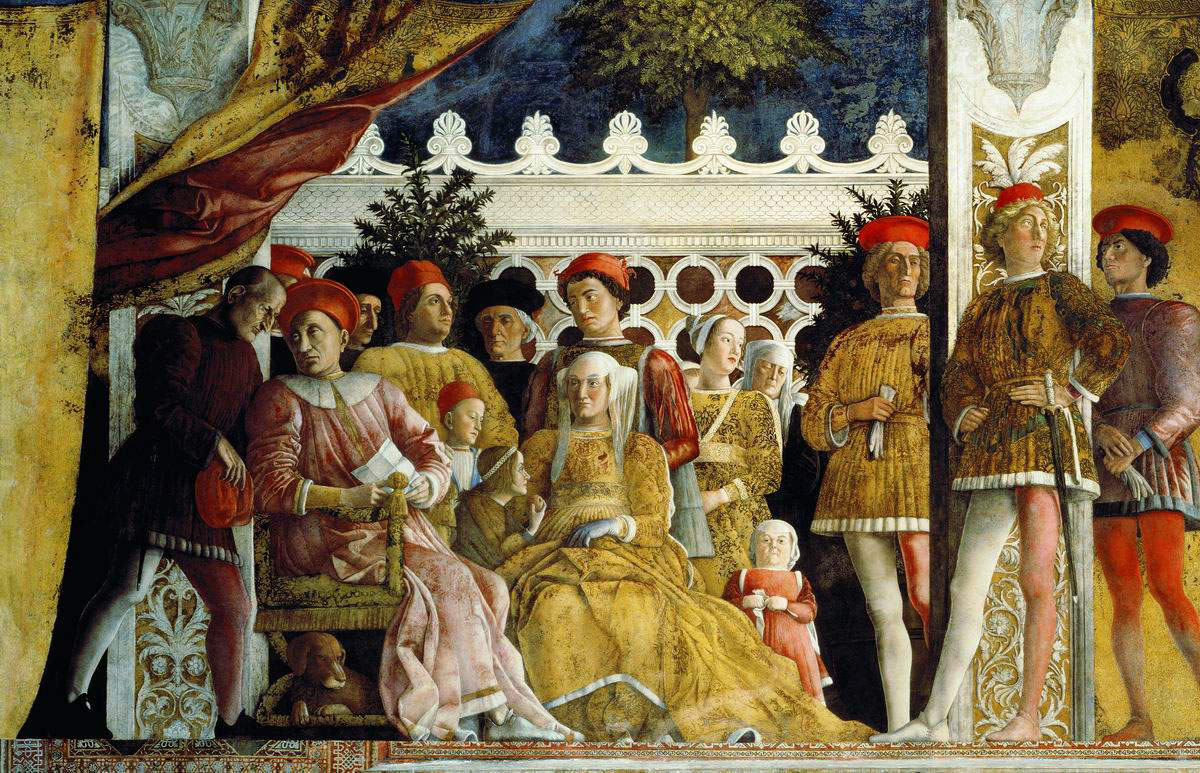
Une naine à la cour de Mantoue (Italie vers 1470).

En Europe, les considérations à l'égard des nains au Moyen Âge et à la Renaissance ont peu varié par rapport à l'Antiquité. Les nains restent attachés aux domaines de l'imaginaire (fables et mythes) et des considérations religieuses.

« La christianisation de ces représentations [de monstres] dans l'imaginaire médiéval ne modifia guère ce socle ancien de croyances, se bornant à l'incorporer à la pastorale chrétienne de la damnation et du péché. (...) La difformité corporelle devient un suppôt redouté du Diable ou un envoyé miraculeux de Dieu. »

— Courtine 2002.
Souvent protégés des princes, les nains n'ont pas été inquiétés par l'Inquisition.
Du côté de l'imaginaire littéraire, la figure fréquente du nain (ou petit chevalier) est toujours reliée aux nains fantastiques (issus des mythes nordiques et germaniques). Dans les œuvres arthuriennes françaises (XIIe au XVe siècle), la figure du nain est omniprésente. Il y apparait parfois humanisé (non surnaturel) ; mais selon Anne Martinea, ce personnage demeure encore une discrète évocation du folklore (issu de la mythologie celtique, des lutins) — et jamais l'évocation des personnes présentant un nanisme (telles les nains de cour de l'époque).

#### Nains de cour

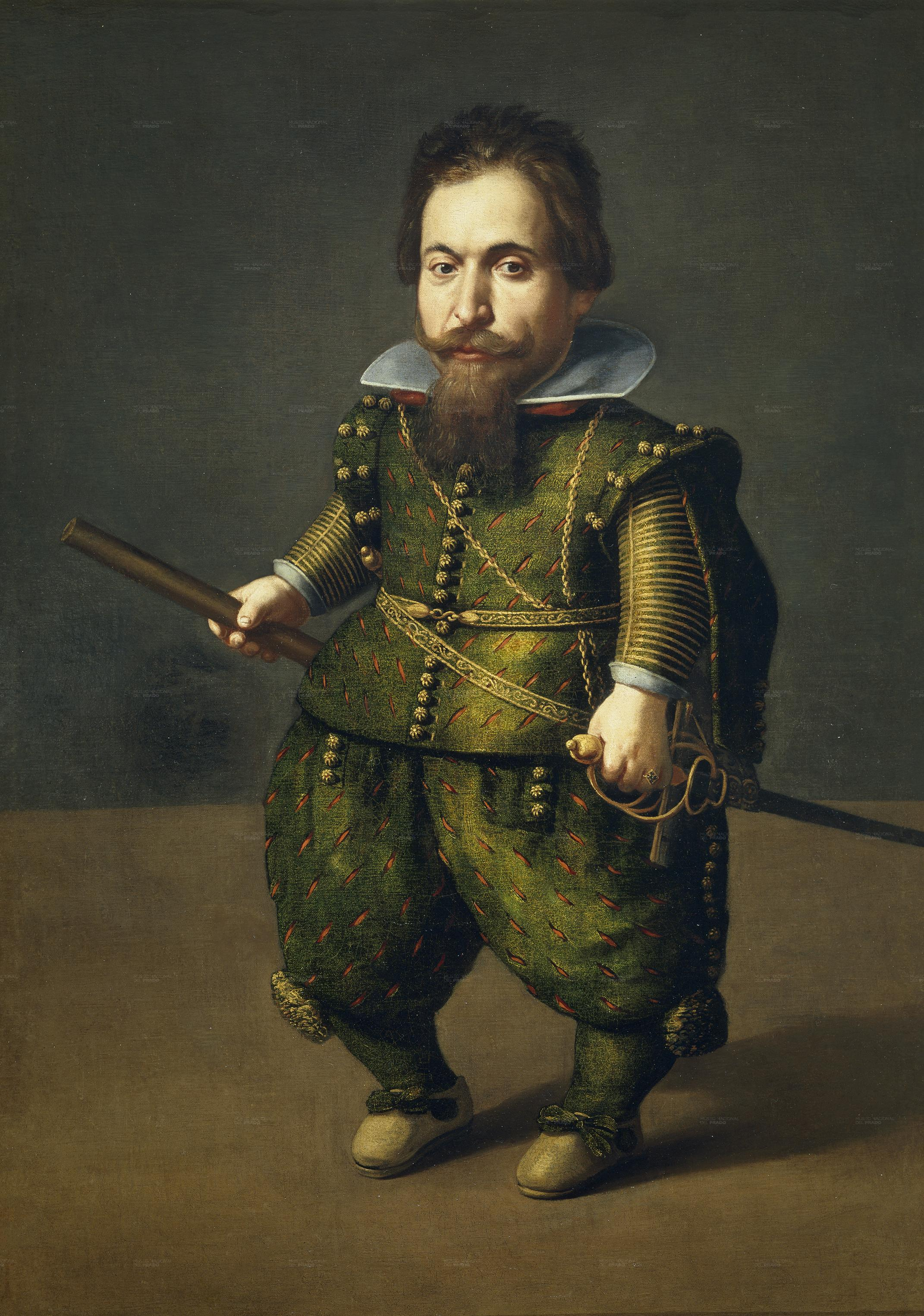
Un nain de la cour d'Espagne, v. 1616, par Juan van der Hamen.

Héritage de l'Antiquité, les monstres étaient très présents dans les cours des souverains durant le Moyen Âge et la Renaissance. Ces monstres sont des retardés mentaux, des fous (ou simulateurs) et des personnes aux corps déformés. La fonction pratique de ces monstres est de divertir.

« La fonction principale des monstres à la cour était de magnifier la perfection du souverain et la grandeur des courtisans par un effet de contraste. La présence, à travers eux, de l'excès comme de la diminution, devait faire ressortir les justes proportions qui régnaient à la cour, comme dans un jeu de miroirs. »

— Mairesse 2008.
Parmi ceux-ci, les nains sont les plus présents, les plus précieux, et les plus représentés dans les textes et peintures. Les nains sont à la mode dans différentes cours d'Europe. En France, François Ier possède plusieurs nains (pages), dont le nain Triboulet ; Henri II possède le nain Grand-Jean. En raison de leur valeur, Catherine de Médicis réalise sans succès des expériences de mariages et procréation entre ses nains. Le Duc de Parme (vers 1592) possède Jean Etrix, nain réputé pour sa finesse d'esprit. Mais la présence des nains est peut-être la plus caractéristique à la cour Habsbourg d'Espagne, durant le Siècle d'or (16e et 17e).
Ces nains de cour sont choisis (parmi des artistes et acrobates) par les puissants pour leur usage personnel, ou bien ils sont prêtés ou offerts comme des cadeaux diplomatiques. Il est rare que les nains de cour exercent principalement une fonction de bouffon. Généralement, ils s'occupent des enfants et princes, comme serviteurs personnels et compagnons de jeu, puis ils restent attachés au service de leur maître une fois celui-ci devenu adulte. De véritables liens d'affection et confiance se créaient ainsi au fil des années entre le maître et ses nains : certains nains devenaient ainsi les conseillers officieux des souverains, cause de jalousie parmi les courtisans. Plus rarement, des nains obtenaient des responsabilités administratives plus ou moins importantes.
Les nains de cour disparaissent au XVIIIe siècle, avec l'avènement des Bourbons en Espagne et l'émergence d'une nouvelle manière de penser la grandeur royale. À la cour de France, la charge de nain du roi est abolie par Louis XIV (avant 1715).

#### Spectacle et divertissement populaire

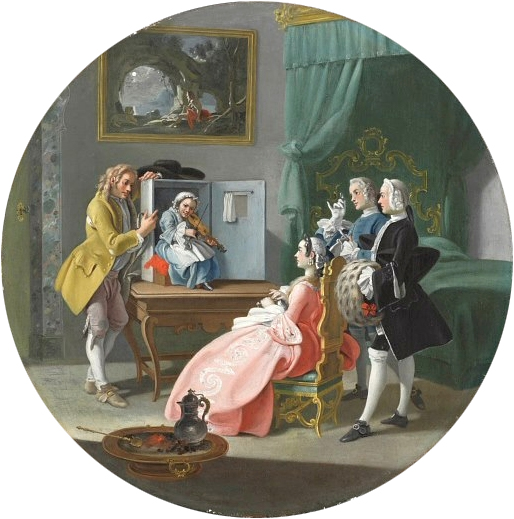
Concert musical par une naine, 1740.

À partir des XVIe et XVIIe siècles, la considération pour le monstre s'émancipe des aspects théologiques et religieux, pour entrer dans le domaine du séculier et de l'insolite. Il apparait également une soi-disant « science des monstres », qui laisse encore place aux interprétations fantaisistes et superstitieuses.

« On reconnait à la monstruosité, de plus en plus nettement à partir du XVIe siècle, des origines qu'on juge naturelles. »

— Courtine

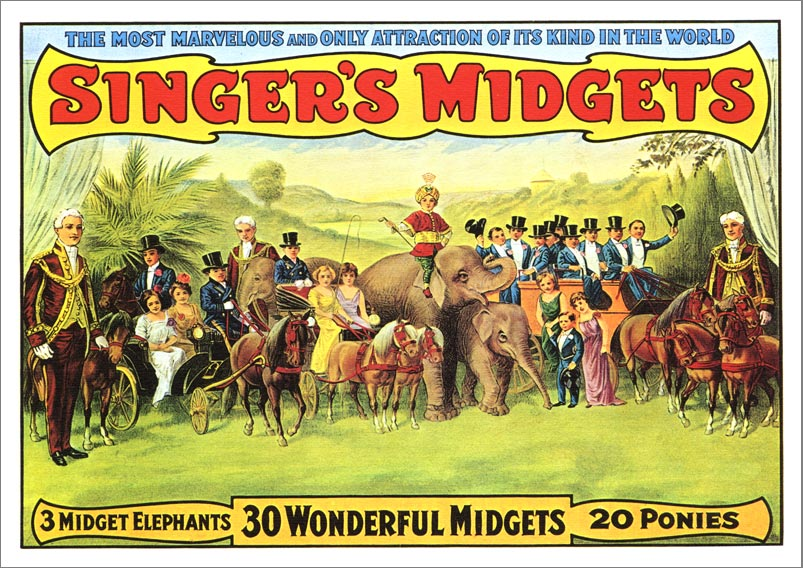
Affiche Singer's Midgets (« Nains chanteurs ») vers 1915

En Europe et aux États-Unis dès l'Époque moderne, les nains sont souvent décrits ou représentés dans des fonctions de divertissement ou spectacle, comme personnages de foire ou bien acrobates de cirque, à l'exemple de l'artiste américain Charles Sherwood Stratton (1838-1883) à la célébrité internationale.
Cet aspect de spectacle et divertissement, rattachant le nain aux représentations des monstres imaginaires (merveilleux, fantastique), du grotesque et du ridicule se perpétue dans la culture populaire aux XXe et XXIe siècles dans les stéréotypes de représentation des personnes naines dans les médias, l'industrie du spectacle et les films, et notamment le cinéma américain.

« Les nains dans des rêves, il n'y en a que dans les films débiles comme ça. « On veut du bizarre, on met un nain. » Tout le monde fait « Wooah ! Ça doit être un putain de rêve ! y'a un nain dedans ! » Voilà ! j'en ai marre de ça ! »

— Dialogue de Peter Dinklage dans le film Ça tourne à Manhattan (1995)

#### Époque contemporaine: compassion, science et droits

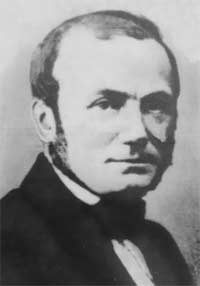
Isidore Geoffroy Saint-Hilaire, zoologue français.

Le XIXe siècle marque un changement de considération à l'égard des nains. C'est l'époque de la « compassion moderne », selon Courtine, avec une sensibilité augmentante et un humanisme à l'égard des individus atteints de difformités.
Ce changement apparait dans l'imaginaire, avec les transformations littéraires de la figure du monstre, au XIXe siècle. En France, des auteurs (tels que Baudelaire, Banville, Vallès), des romans et des chroniques de l'époque font le récit des misères humaines et sentimentales des monstres, de leurs souffrances et des aspects tragiques de leur condition. Ces considérations sont reprises dans certaines œuvres littéraires au XXe siècle ou bien dans des films, tel La Monstrueuse Parade (Freaks) en 1932.
Le nanisme est aussi considéré dans une perspective médicale et biologique, avec l'invention (début XIXe) d'une tératologie scientifique (étude des malformations congénitales), basée principalement sur l'anatomie comparée, à l'exemple des travaux d'Isidore Geoffroy Saint-Hilaire qui publie vers 1837 son Histoire générale et particulière des anomalies de l'organisation chez l'homme et les animaux. La difformité corporelle n'est plus une manifestation diabolique ou divine, ni une curiosité. Les déviances sont rapportées à la normalité de l'espèce, à des anomalies structurelles, à une classification rigoureuse, et même à des preuves expérimentales.
Au XXe siècle, cette approche scientifique se prolonge avec la génétique et l'embryologie, permettant une localisation (génétique) et la prévision des risques.
Durant la Seconde Guerre mondiale, de nombreux nains furent victimes de l'extermination nazie ou d'expérimentation médicales (Shoah). L'exemple le plus connu est la famille Ovitz, victime des expériences de Josef Mengele.
Le nanisme est aussi considéré dans la perspective du droit des personnes (dès le XVIIIe siècle), puis dans la prise en compte de l'infirmité et enfin dans la notion moderne de handicap ; ou bien dans la perspective de l'insertion sociale et professionnelle.
Depuis la fin du XXe siècle, des associations se constituent dans plusieurs pays pour favoriser les liens sociaux entre personnes naines (rencontres, information), ou bien pour travailler à la promotion et la défense des droits des personnes naines. Certaines associations militent pour la reconnaissance du nanisme comme handicap, en raison notamment d'un environnement moderne inadapté aux individus de petite taille.
Des questions éthiques actuelles paraissent liées au nanisme : l'imposition d'une norme sociale par la classification selon une mesure précise, la considération du nanisme comme différence ou bien comme maladie, la gestion des grossesses et la question de l'eugénisme, (diagnostic génétique ou prénatal, IMG, IVG, hormones de croissance).

### Démographie
L'achondroplasie atteint tous les groupes ethniques, avec une fréquence égale entre hommes et femmes ; cette maladie affecte environ une personne sur 40 000 enfants. Le syndrome de Turner toucherait approximativement un individu sur 2 500 naissances de filles vivantes.
En France, 5 500 personnes naines seraient recensées (taille inférieure à 1,40 m) ; elles représenteraient environ 1 cas pour 25 000 naissances[réf. à confirmer],.
Au Québec, il y aurait de 3 500 à 5 000 personnes présentant un nanisme, selon l’Association québécoise des personnes de petite taille.
Aux États-Unis, la classification « stature courte » (short-statured définie par une taille inférieure à 1,50 m pour les hommes, 1,40 m pour les femmes, et 3 % des enfants les plus petits de leur groupe d'âge) représentait en 2004 approximativement 5 millions de personnes, parmi lesquelles environ 40 % âgées de moins de 21 ans. En 2004, environ 20 000 enfants étaient traités aux États-Unis par hormone de croissance.

### Importance culturelle

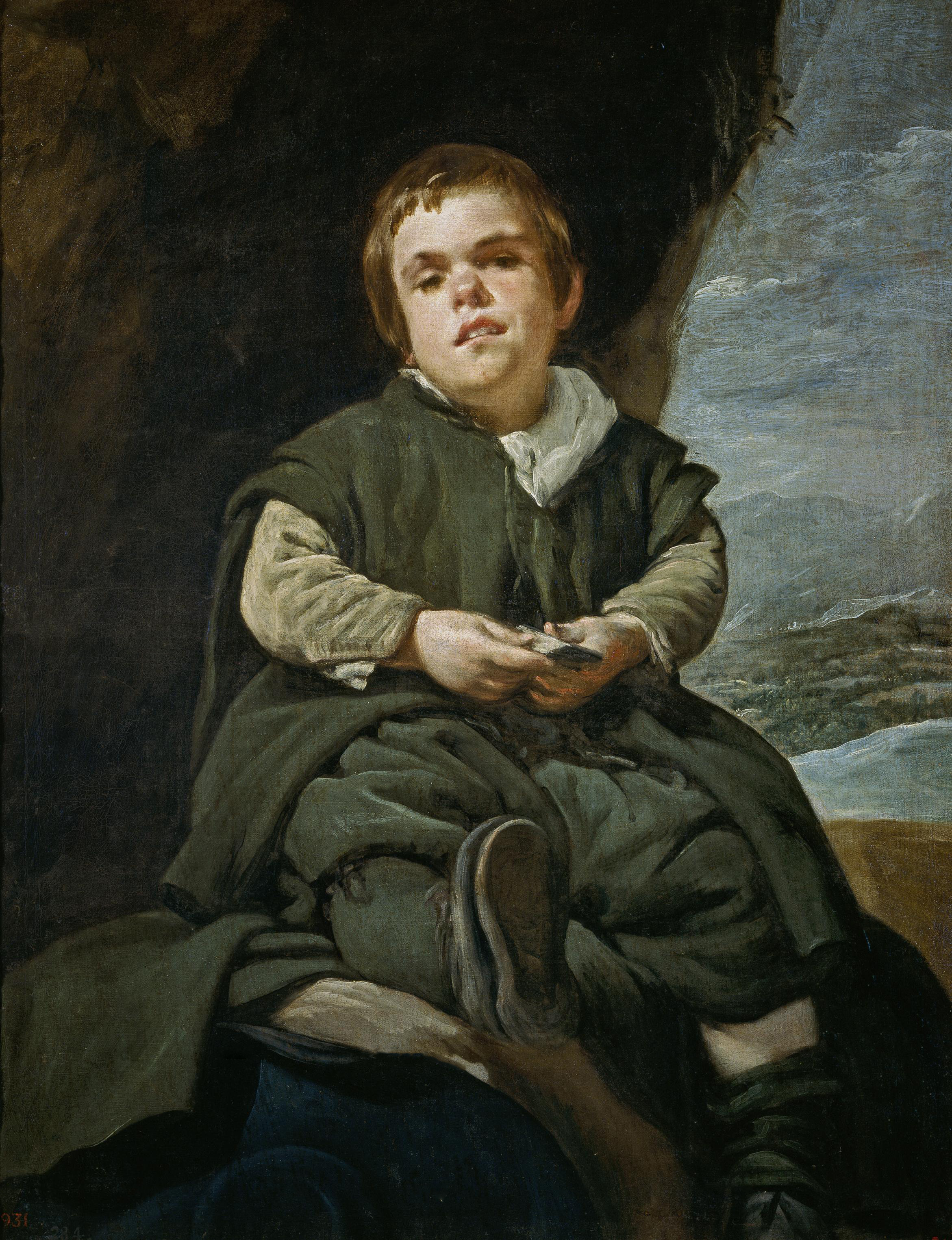
Représentation d'un nain de la cour d'Espagne : Francisco Lezcano, l'Enfant de Vallecas, par Vélasquez vers 1640.

- Représentation dans les arts et médias

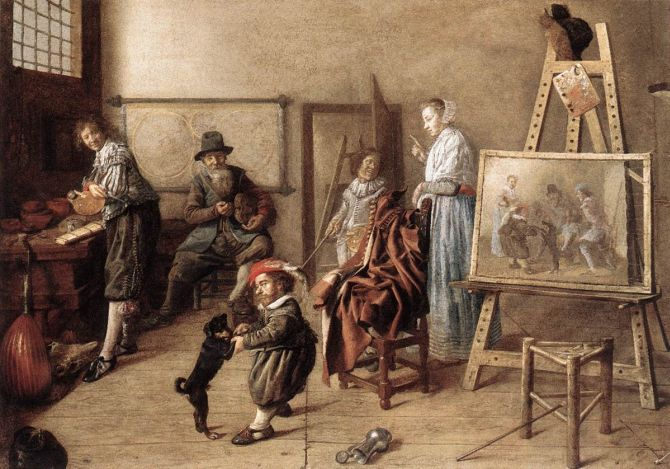
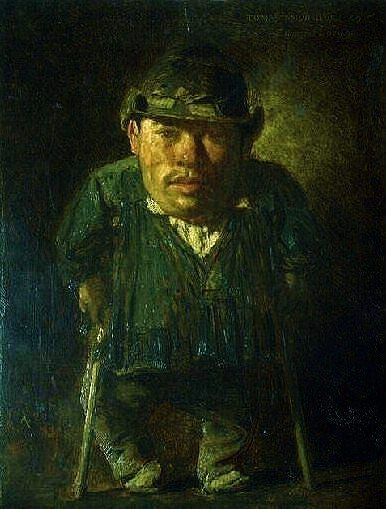

- Personnalités dans les médias

#### Médecine et biologie
- (en) L. Fleming Fallon Jr., MD, DrPHThomson Gale, « Dwarfism » dans Gale Encyclopedia of Children's Health, 2006. Lire en ligne
- Léonce Manouvrier, « Sur le nain Auguste Tuaillon et sur le nanisme simple, avec ou sans microcéphalie », avril 1896, dans Bulletins de la Société d'anthropologie de Paris, vol. 7, no 7, p. 264–290 Consulter en ligne

#### Histoire et sociologie des personnes naines
- collectif, Art et Handicap, Presses universitaires de Namur, 2008. Notamment :
  - Isabelle Tassignon, La difformité qualifiante dans l'art antique : Boiterie et nanisme en Grèce et à Chypre, Presses universitaires de Namur, 2008
  - Cécile Mairesse, Les portraits de nains dans l'Espagne du Siècle d'or : la vision de Vélasquez par rapport à la typologie habituelle, Presses universitaires de Namur, 2008
- Jean-Jacques Courtine, Le désenchantement des monstres, 2002 préface pour Ernest Martin, Histoire des monstres, Millon, 1880 (réimpr. 2002)
- Collectif, « Le nain. Figures de la miniaturisation de l'humain », actes de colloque, 2005, Revue d'études culturelles en ligne Consulter en ligne
- Carole Wrona, Imaginaires de la taille humaine au cinéma : De la figuration du nain, L'Harmattan, 2006, 230 pages.
- (en) Betty M. Adelson, Lives of Dwarfs : Their Journey from Public Curiosity Toward Social Liberation, Rutgers University Press, 2005 (présentation en ligne).